# ويليم درو
ويليم درو (بالإنجليزية: Willem Drew)‏ هو لاعب كرة قدم أسترالية أسترالي، ولد في 1 أكتوبر 1998.

## وصلات خارجية
- ويليم درو على موقع AustralianFootball.com (الإنجليزية)
- ويليم درو على موقع AFLtables.com (الإنجليزية)